# Sparkasse Dachau
Die Sparkasse Dachau ist ein öffentlich-rechtliches Kreditinstitut mit Sitz in Dachau in Bayern. Ihr Geschäftsgebiet ist der Landkreis Dachau.

## Organisationsstruktur
Die Sparkasse Dachau ist eine Anstalt des öffentlichen Rechts. Träger ist der „Zweckverband Sparkasse Dachau“; dessen Mitglieder sind der Landkreis Dachau (66,37 %), die Große Kreisstadt Dachau (26,09 %), der Markt Markt Indersdorf (3,54 %) und der Markt Altomünster (4,00 %).
Rechtsgrundlagen sind das Sparkassengesetz, die bayerische Sparkassenordnung, und die durch den Träger der Sparkasse erlassene Satzung. Organe der Sparkasse sind der Vorstand und der Verwaltungsrat.

## Geschäftsausrichtung
Die Sparkasse Dachau betreibt als Sparkasse das Universalbankgeschäft. 
Die Sparkasse Dachau wies im Geschäftsjahr 2023 eine Bilanzsumme von 4,408 Mrd. Euro aus und verfügte über Kundeneinlagen von 3,025 Mrd. Euro. Gemäß der Sparkassenrangliste 2023 liegt sie nach Bilanzsumme auf Rang 111. Sie unterhält 31 Filialen/Selbstbedienungsstandorte und beschäftigt 500 Mitarbeiter.

## Sparkassen-Finanzgruppe
Die Sparkasse Dachau ist Teil der Sparkassen-Finanzgruppe. Sie vertreibt daher z. B. Bausparverträge der LBS, offene Investmentfonds der Deka und vermittelt Versicherungen der Versicherungskammer Bayern. Die Funktion der Sparkassenzentralbank nimmt die Bayerische Landesbank wahr.

## Architektur
Der Architekt der Anlage ist der Münchner Professor Werner Fauser. Bei einer Sanierung wurde die ursprüngliche Fensterteilung nicht respektiert.